# (26443) 2000 AT50
2000 أي تي 50 (ويعرف أيضًا باسم (26443) 2000 أي تي 50 وفق تسمية الكوكب الصغير) (بالإنجليزية: 2000 AT50)‏ هو كويكب ضمن حزام الكويكبات؛ وترتيبه 26443 من حيث الاكتشاف.
اكتُشف هذا الجُرم الفلكي بواسطة Charles W. Juels ‏ في 5 يناير 2000.

## وصلات خارجية
- (26443) 2000 AT50 في قاعدة بيانات مختبر الدفع النفاث لأجرام النظام الشمسي الصغيرة

- الاكتشاف · مخطط المدار ·  العناصر المدارية · المعلمات المادية

- (26443) 2000 AT50 على موقع ويكي سكاي: DSS2, SDSS, GALEX, IRAS, Hydrogen α, X-Ray, Astrophoto, Sky Map, Articles and images